# David Ogden Stiers
David Ogden Stiers (* 31. Oktober 1942 in Peoria, Illinois; † 3. März 2018 in Newport, Oregon) war ein US-amerikanischer Schauspieler und Musiker.

## Leben
Aufgewachsen in der Kleinstadt Peoria im Bundesstaat Illinois, begann Stiers seine Schauspielkarriere in Nordkalifornien, zog aber später nach New York, wo er dem Ensemble von John Housemans The Acting Company beitrat.
Seinen Durchbruch als Schauspieler hatte er 1977, als er die Rolle des Major Charles Emerson Winchester III in der überaus populären Fernsehserie M*A*S*H übernahm und bis zum Ende der Serie spielte. In der Rolle war er mehr als ein Nachfolger für Larry Linville und den von ihm gespielten Frank Burns, denn die beiden Charaktere unterscheiden sich erheblich. Anschließend verkörperte Stiers vor allem Intellektuelle oder Autoritätsfiguren.
Im englischsprachigen Raum wurde er bekannt als Sprecher in vielen Disney-Filmen. Er hatte Sprechrollen in Animationsfilmen wie Die Schöne und das Biest, Pocahontas, Der Glöckner von Notre Dame und Lilo & Stitch. Für das Lied Something There aus dem Soundtrack zu Die Schöne und das Biest erhielt er 2024 in den USA eine Goldene Schallplatte. Von 2002 bis 2007 war Stiers in der Mysteryserie Dead Zone in der wiederkehrenden Rolle des Reverend Gene Purdy zu sehen. Bis zu seinem Karriereende im Jahr 2017 spielte er in fast 170 Film- und Fernsehproduktionen.
Stiers war auch professioneller Musiker und gelegentlicher Gastdirigent bei unterschiedlichen Orchestern. Er lebte offen homosexuell. Stiers starb am 3. März 2018 im Alter von 75 Jahren in seinem Zuhause in Newport an den Folgen einer Blasenkrebs-Erkrankung.

## Filmografie

### Filme (Auswahl)
- 1977: Oh Gott … (Oh God!)
- 1978: Magic – Eine unheimliche Liebesgeschichte (Magic)
- 1978: Der Schmalspurschnüffler (The Cheap Detective)
- 1983: Die Arglosen im Ausland (The Innocents Abroad)
- 1984: Als Amerika nach Olympia kam (The First Olympics)
- 1984: Kampf gegen die Ausweglosigkeit (Anatomy of an Illness)
- 1985: Lanny dreht auf (Better Off Dead)
- 1985: Creator – Der Professor und die Sünde (Creator)
- 1985: Der Verrückte mit dem Geigenkasten (The Man with One Red Shoe)
- 1985: Die Saat des Bösen (The Bad Seed)
- 1986: Fackeln im Sturm (North and South)
- 1987: Alamo – 13 Tage bis zum Sieg (The Alamo: Thirteen Days to Glory, Fernsehfilm)
- 1988: Die Reisen des Mr. Leary (The Accidental Tourist)
- 1988: Eine andere Frau (Another Woman)
- 1989: Der Fall Nixon (The Final Days, Fernsehfilm)
- 1989: Die Bombe (Day One, Fernsehfilm)
- 1990: Billy’s Tod (The Kissing Place)
- 1990: Wie killt man eine Millionärin? (How to Murder a Millionaire)
- 1991: Doc Hollywood
- 1991: Schatten und Nebel (Shadows and Fog)
- 1994: Iron Will – Der Wille zum Sieg (Iron Will)
- 1995: Geliebte Aphrodite (Mighty Aphrodite)
- 1995: Different Minds – Feindliche Brüder (Steal Big Steal Little)
- 1995: Bad Company
- 1996: Alle sagen: I love you (Everyone Says I Love You)
- 1996: Letzte Hoffnung! Das Blut meiner Schwester (To Face Her Past, Fernsehfilm)
- 1997: Aus dem Dschungel, in den Dschungel (Jungle 2 Jungle)
- 1997: Wally Sparks – König des schlechten Geschmacks (Meet Wally Sparks)
- 1998: Jagabongo – Eine schrecklich nette Urwaldfamilie (Krippendorf's Tribe)
- 2001: Im Bann des Jade Skorpions (The Curse of the Jade Scorpion)
- 2001: Mord ist ihr Hobby – Der letzte freie Mann (Murder, She Wrote: The Last Free Man, Fernsehfilm)
- 2001: The Majestic
- 2001: Tomcats
- 2009: Not Dead Yet
- 2017: Neil Stryker and the Tyrant of Time

### Fernsehserien (Auswahl)
- 1975: Kojak – Einsatz in Manhattan (Kojak, Folge 3x12)
- 1976: Drei Engel für Charlie (Charlie’s Angels, Startfolge)
- 1977–1983: M*A*S*H (131 Folgen)
- 1986–1988: Perry Mason (8 Filme)
- 1987–1988: Matlock (3 Folgen)
- 1988–1996: Mord ist ihr Hobby (Murder, She Wrote, 3 Folgen)
- 1988: Alf (Folge 3x07–3x08)
- 1989: Bradburys Gruselkabinett (Folge 3x05)
- 1991: Raumschiff Enterprise – Das nächste Jahrhundert (Star Trek: The Next Generation, Folge 4x22)
- 1996: Poltergeist – Die unheimliche Macht (Poltergeist – The Legacy, Folge 1x05)
- 1997: Dr. Quinn – Ärztin aus Leidenschaft (Dr. Quinn, Medicine Woman, Folge 5x15)
- 1998: Ein Trio zum Anbeißen (Two Guys and a Girl, 13 Folgen)
- 1998: Ally McBeal (Folge 2x02)
- 1999: Outer Limits – Die unbekannte Dimension (The Outer Limits, Folge 5x10)
- 2002–2007: Dead Zone (The Dead Zone, 40 Folgen)
- 2003: Frasier (Fernsehserie, Folge 10x22)
- 2006–2007: Stargate Atlantis (3 Folgen)
- 2012: Leverage (Folge 4x15)
- 2016: Rizzoli & Isles (Folgen 6x08–6x09)

### Synchronsprecher (Auswahl)
- 1991: Die Schöne und das Biest (Beauty and the Beast) … als Erzähler und Von Unruh
- 1997: Die Schöne und das Biest – Weihnachtszauber (Beauty and the Beast: The Enchanted Christmas) … als Cogsworth
- 1995: Napoleon – Abenteuer auf vier Pfoten (Napoleon, Stimme)
- 1995: Pocahontas (Pocahontas) … als Governor Ratcliffe und Wiggins
- 1996: Der Glöckner von Notre Dame (The Hunchback of Notre Dame) … als Archdeacon
- 1998: Belles zauberhafte Welt (Belle’s Magical World) … als Cogsworth
- 1998: Pocahontas 2 – Die Reise in eine neue Welt (Pocahontas II: Journey to a New World) … als Ratcliffe
- 2001: Atlantis – Das Geheimnis der verlorenen Stadt (Atlantis: The Lost Empire) … als Mr. Harcourt
- 2002: Lilo & Stitch … als Jumba
- 2003: Stitch & Co. – Der Film (Stitch! The Movie) … als Jumba
- 2005: Die Rotkäppchen-Verschwörung (Hoodwinked!) … als Nicky Flippers